# Bleptina leucopis
Bleptina leucopis är en fjärilsart som beskrevs av George Francis Hampson. Bleptina leucopis ingår i släktet Bleptina och familjen nattflyn. Inga underarter finns listade i Catalogue of Life.